# Chantal (kommun)
Chantal är en kommun i Haiti.   Den ligger i departementet Sud, i den västra delen av landet, 170 km väster om huvudstaden Port-au-Prince.